# Lancia Didelta
La Lancia Didelta, probabilmente anche denominata Lancia 20/30 HP Spinto Corsa o Lancia Tipo 57, è stata un'autovettura destinata alle competizioni, prodotta dalla casa automobilistica Lancia, sulla base della coeva Lancia Delta-20/30HP, nel 1911.
Anche se le informazioni sono quasi nulle, pare che della Delta sia stata costruita, sia pure in modeste quantità, anche una versione ulteriormente potenziata, destinata essenzialmente all'impiego sportivo, ricordata come Lancia Didelta.
Potenza e velocità a parte, le caratteristiche tecniche principali di questo modello sportivo non dovrebbero discostarsi molto da quelle della Delta.
La vettura , guidata da Mario Cortese, fece registrare il giro più veloce alla VI Targa Florio del 1911, conquistando il secondo posto assoluto, dietro la SCAT di Ernesto Ceirano.

## Caratteristiche tecniche
- Periodo produzione : anno 1911
- Motore : Tipo non definito, forse 57; motore anteriore, longitudinale, a 4 cilindri in linea, monoblocco (in ghisa); cilindrata totale stimata nello stesso valore del modello Delta ovvero 4084 cmc (alesaggio mm 100, corsa mm 130) testa cilindri fissa, basamento in lega d'alluminio, distribuzione a valvole laterali parallele (2 valvole per cilindro) comandate  tramite un albero a camme laterale  (nel basamento) azionato da ingranaggi; alimentazione mediante pompa (azionata dall'albero a camme) con carburatore verticale monocorpo Lancia; accensione a magnete ad alta tensione (Bosch) con valore dell'anticipo regolabile manualmente; lubrificazione forzata, con pompa; raffreddamento ad acqua, circolazione forzata, radiatore a tubi alettati, ventola meccanica;
- Trasmissione : ad albero con giunti cardanici, trazione sulle ruote posteriori; frizione multidisco a bagno d'olio; cambio (scatola in lega leggera) a 4 rapporti più retromarcia con comando a leva laterale;
- Sospensioni : anteriormente ad assale rigido e balestre longitudinali semiellittiche, posteriormente ad assale rigido con balestre longitudinali a 3/4 di ellisse
- Freni: freno a pedale (meccanico) agente sulla trasmissione e freno a mano (meccanico) agente sulle  ruote posteriori
- Sterzo: posizione guida a destra; sterzo a vite e ruota.
- Telaio: in acciaio, a longheroni e traverse;
- Prestazioni: velocità massima stimata: oltre km/h 120
- Numerazione telai: dal n° 559 al n° 861 (la numerazione si riferisce ai modelli Delta ma dovrebbe includere anche le poche unità di Didelta)